# Denis Ciobotariu
Denis Ciobotariu, né le 10 juin 1998 à Bucarest en Roumanie, est un footballeur roumain qui évolue au poste de défenseur central au CFR Cluj.

## Biographie

### Débuts professionnels
Né à Bucarest, Denis Ciobotariu est formé par l'un des clubs de la capitale roumaine, le Dinamo Bucarest. Il débute toutefois sa carrière professionnelle avec le Chindia Târgoviște, où il est prêté lors de la saison 2017-2018.
De retour de son prêt il est intégré à l'équipe première du Dinamo avec qui il joue son premier match le 13 août 2018, lors d'une rencontre de championnat contre le Viitorul Constanța. Il est titularisé ce jour-là et son équipe s'impose par un but à zéro.

### CFR Cluj
En janvier 2020, lors du mercato hivernal, Denis Ciobotariu s'engage en faveur du CFR Cluj.

### En sélection nationale
Denis Ciobotariu reçoit sa première sélection avec l'équipe de Roumanie espoirs le 15 novembre 2018, contre la Belgique. Il entre en jeu à la place de Virgil Ghiță et les deux équipes se séparent sur un match nul (3-3).

### Vie personnelle
Denis Ciobotariu est le fils de l'ancien défenseur international roumain, Liviu Ciobotariu.

## Palmarès

### Club
- CFR Cluj
  - Champion de Roumanie en 2021
  - Vainqueur de la Supercoupe de Roumanie en 2020.